# Videogioco cooperativo
Un videogioco cooperativo (spesso abbreviato in co-op, dall'inglese cooperative) è un tipo di videogioco in cui due o più giocatori collaborano, solitamente per sconfiggere un personaggio non giocante (PvE). Diversi videogiochi, in particolare picchiaduro e sparatutto, includono una modalità co-op.
Alcuni giochi che prevedono il co-op utilizzano la stessa console, come nel caso di arcade come Contra. Con l'avvento dei giochi per personal computer, numerosi videogiochi prevedono la possibilità di giocare in LAN o in rete.
Uno dei primi videogiochi con modalità cooperativa è stato Gauntlet. Alcuni giochi, come ad esempio Bubble Bobble, prevedono modifiche alla trama nel caso il gioco venga completato in co-op.